# یوزفووو (شهرستان بیاوستوک)
یوزفووو (به لهستانی:  Józefowo) یک روستا در لهستان است که در گمینا گرودک واقع شده‌است.